# منشأة الفيوم
قرية منشاة الفيوم هي إحدى القرى التابعة لمركز الفيوم في محافظة الفيوم في جمهورية مصر العربية. حسب إحصاءات سنة 2006، بلغ إجمالي السكان في منشاة الفيوم 5622 نسمة، منهم 3006 رجل و2616 امرأة.